# Calvinus (bière)
Pour les articles homonymes, voir Calvinus.
Les bières Calvinus sont des bières artisanales suisses, créées en 1999 à Carouge, dans le canton de Genève.
Le nom est un hommage au théologien et réformateur Jean Calvin.

## Histoire
En 1999, les frères Papinot lancent la première bière artisanale genevoise, issue de leur microbrasserie. A cette période, il s'agit de l'une des premières brasseries artisanales de Suisse romande.
Le nom a été trouvé par Laurent Papinot, en contemplant une gravure de Jean Calvin sur laquelle figure le nom latin « Calvinus ».
En 2004, les frères Papinot réalisent leurs premières bières bio (bière blonde et bière blanche).
En 2023, la nouvelle brasserie devrait ouvrir à Carouge. Parallèlement à la brasserie carougeoise, la production des canettes, fûts et bouteilles est maintenue dans la brasserie industrielle Appenzeler

## Activités
Les frères Papinot sont actifs dans la créations de bières artisanales. Celles-ci sont brassées selon un processus industriel au sein de la brasserie Appenzeller .

## Collaborations
Une édition spéciale de Calvinus (« Les Huguenots ») a été produite en 2020 lors d'une collaboration avec le Grand Théâtre de Genève. Cette collaboration a eu lieu dans le cadre des représentations du grand opéra Les Huguenots de Giacomo Meyerbeer.